# Alois Haberstock
Alois Haberstock – niemiecki skoczek narciarski startujący w barwach RFN, uczestnik Mistrzostw Świata w Narciarstwie Klasycznym 1962 w Zakopanem.
W 1962 w konkursie o mistrzostwo świata na skoczni K-60 zajął 59. miejsce.
W latach 1959–1964 startował w konkursach Turnieju Czterech Skoczni. Czterokrotnie plasował się w pierwszej dwudziestce zawodów, a najwyższe miejsce zajął 30 grudnia 1959 w Oberstdorfie, gdzie był dwunasty. Szesnaste miejsca zajął 3 stycznia 1960 w Innsbrucku oraz trzy dni później w Bischofshofen, natomiast 1 stycznia 1963 w Garmisch-Partenkirchen był dwudziesty.

## Osiągnięcia

### Mistrzostwa świata
| Mistrzostwa    | Data           | Skocznia | Konkurs | Skok 1    | Skok 1 | Skok 2    | Skok 2 | Skok 3    | Skok 3 | Nota łączna | Miejsce | Strata | Zwycięzca    | Źródło |
| Mistrzostwa    | Data           | Skocznia | Konkurs | Odległość | Nota   | Odległość | Nota   | Odległość | Nota   | Nota łączna | Miejsce | Strata | Zwycięzca    | Źródło |
| -------------- | -------------- | -------- | ------- | --------- | ------ | --------- | ------ | --------- | ------ | ----------- | ------- | ------ | ------------ | ------ |
| 1962, Zakopane | 21 lutego 1962 | normalna | ind.    | 61,0      | 88,4   | 62,0      | 58,9   | 56,0      | 76,1   | 164,5       | 59.     | 59,1   | Toralf Engan | [ 1 ]  |